# Northumberland Provincial Park
Northumberland Provincial Park är en park i Kanada.   Den ligger i provinsen Prince Edward Island, i den östra delen av landet, 1 000 km öster om huvudstaden Ottawa. Northumberland Provincial Park ligger 13 meter över havet.
Terrängen runt Northumberland Provincial Park är platt. Havet är nära Northumberland Provincial Park söderut. Trakten är glest befolkad. Närmaste större samhälle är Belfast, 18,2 km nordväst om Northumberland Provincial Park. 
I omgivningarna runt Northumberland Provincial Park växer i huvudsak blandskog.